# Universitat de Friburg
|  | Per a altres significats, vegeu «Universitat de Friburg de Brisgòvia». |

La Universitat de Friburg —Universität Freiburg (alemany), Université de Fribourg (francès), Universitas Friburgensis (llatí) — va ser fundada en 1889 a la ciutat homònima. És la sisena universitat de Suïssa per nombre d'estudiants i l'única universitat del país oficialment bilingüe.